# 1136
Високе Середньовіччя  •  Золота доба ісламу  •  Реконкіста  •  Хрестові походи  •  Київська Русь

## Геополітична ситуація
Візантію очолює Іоанн II Комнін (до 1143). Лотар II є імператором Священної Римської імперії (до 1137), Людовик VI Товстий є королем Франції (до 1137).
Апеннінський півострів розділений: північ належить Священній Римській імперії, середню частину займає Папська область, більша частина півдня належить Сицилійському королівству. Деякі міста півночі: Венеція, Піза, Генуя, мають статус міст-республік.
Південь Піренейського півострова захопили Альморавіди. Північну частину півострова займають християнські Кастилія, Леон (Астурія, Галісія), Наварра та Арагон, Барселона. Королем Англії є Стефан Блуаський (Етьєн де Блуа, до 1154), триває громадянська війна в Англії 1135—1154. Королем Данії є Ерік II (до 1137).
У Київській Русі княжить Ярополк Володимирович (до 1139). Утворилася Новгородська республіка. У Польщі править Болеслав III Кривоустий (до 1138). На чолі королівства Угорщина стоїть Бела II (до 1141).
На Близькому сході існують держави хрестоносців: Єрусалимське королівство, Антіохійське князівство, Едеське графство, графство Триполі. Сельджуки окупували Персію та Малу Азію, в Єгипті владу утримують Фатіміди, у Магрибі Альмохади потіснили Альморавідів, у Середній Азії правлять Караханіди, Газневіди втримують частину Індії. У Китаї співіснують держава ханців, де править династія Сун, держава чжурчженів, де править династія Цзінь, та держава тангутів Західна Ся. На півдні Індії домінує Чола. В Японії триває період Хей'ан.

## Події
- Новгородське віче прогнало князя Всеволода Мстиславовича. Утворилася Новгородська республіка.
- Шотландський король Давид I пішов війною на Англію, заступившись за права претендентки на трон Матильди. Король Стефан Блуаський відкупився від шотландців Камберлендом.
- Папа римський Іннокентій II Гнєзненською буллою відновив незалежність Гнєзненської архидієцизії.
- Імператор Священної Римської імперії Лотар II пішов з військами на південь Італії проти антипапи Анаклета II та сицилійського короля Рожера II.
- У Норвегії після смерті Гаральда IV королями проголошено його малорічних синів Інге та Сігурда II. Магнус IV залишався третім правителем Норвегії.
- Виникла держава Ільдегізідів.